# 安·馬基
安·馬基（Ann Markley，1983年—），美國人，是全美超級模特兒新秀大賽Cycle 3的一位參賽者。

## 傳記
比賽前她是一位水球隊隊長。現在她是 Elite Models (Miami)的合約模特兒。
參賽ANTM其間Ann與該季冠軍Eva是一對情如姊妹的好朋友，但在比賽後段由於她不值意氣風發的Eva為了勝出，出言冒犯Norelle，她因而反目成仇，更在被淘汰時故意無視Eva，不與她擁抱告別。
Ann 雖然擁有標準模特兒的條件，但在Cycle3的比賽中卻屢次表現不穩定(曾被Tyra批評眼睛無神及不像模特兒)，更擁有四次Bottom 2但沒有被淘汰的紀錄(Episode2、6、8、10)，及後終於在日本(Episode11)與Eva雙雙成為Bottom 2時終於被淘汰。
由於Ann與Eva感情要好，因而在比賽中被Eva暱稱為「Banana」。
比賽後的Ann才真正展開其燦爛的模特兒生涯，她不旦成為ANTM史上成功的模特兒之一，而且在美國更有多不勝數的曝光機會。比較著名的有：
- ELLEgirl Presents 「Dare To Be You Runway」
- New York Fashion Week AW05 - Cynthia R.
- New York Fashion Week AW05 - MarcB
- Project Runway Cycle 1 (Final Runway - Kara Suan)